# Departamento de Pellegrini
Departamento de Pellegrini är en kommun i Argentina.   Den ligger i provinsen Santiago del Estero, i den norra delen av landet, 1 100 km nordväst om huvudstaden Buenos Aires.
I omgivningarna runt Departamento de Pellegrini växer i huvudsak lövfällande lövskog. Runt Departamento de Pellegrini är det mycket glesbefolkat, med 3 invånare per kvadratkilometer.